# Linda McDowell
Pour les articles homonymes, voir McDowell.
Linda Margaret McDowell, née en 1949, est une géographe et universitaire féministe britannique, spécialisée dans l'ethnographie du travail et de l'emploi. Elle est professeure de géographie à l'université d'Oxford de 2004 à 2016. Ses 70 publications, dont une dizaine d'ouvrages, sont récompensés de nombreux prix dont la médaille Victoria.

## Biographie
Linda McDowell naît en 1949 et fait ses études à l'université de Cambridge. Elle prépare son doctorat tout en étant étudiante à temps partiel à la Bartlett School of Planning où elle avait obtenu une maîtrise. Elle enseigne également un temps à l'Open University. 
Son doctorat porte sur les évolutions du logement à Londres, sous la direction de Peter Cowan. Elle obtient une chaire à la London School of Economics en 1999, puis elle enseigne à l'University College de Londres, avant de rejoindre en 2004 l'université d'Oxford.

### Activités administratives
Linda McDowell occupe régulièrement des postes de direction et d'évaluation de la recherche. Elle est notamment présidente de la Foundation for Urban and Regional Studies, une fondation caritative qui délivre des bourses doctorales. Elle fait partie des membres qui ont fondé le groupe de recherche sur les femmes et la géographie de la Royal Geographical Society en 1982,.
Entre 2005 et 2007 elle est mentor pour les femmes au St John's College. Elle y est à présent membre du comité pour l'égalité.

## Travaux
Linda McDowell est spécialisée en géographie économique et se décrit comme une ethnographe du travail et de l'emploi. Ses travaux explorent les conséquences des restructurations économiques sur les divisions de classes, de genre, notamment les changements de vie des femmes, et les migrations. Ses trois livres sur le travail et le genre sont des contributions majeures à la géographie féministe et à la géographie du genre. Capital Culture: Gender at Work in the City explore le rôle du genre dans le fonctionnement des services financiers de la ville de Londres. Gender, Identity and Place propose une introduction plus large au genre et à la géographie. Redundant Masculinities explore la masculinité dans le contexte des ralentissements économiques. 
Elle participe à la rédaction, à la coordination et à l'édition du livre de synthèse de géographie féministe, Geography and Gender: An Introduction to Feminist Geography, publié en 1984,. D'après Sarah L. Evans et Avril Maddrell, cet ouvrage joue un rôle pivot dans la fondation de la géographie féministe au Royaume-Uni.
Plus récemment, ses recherches explorent les migrations de travail et économiques depuis 1945.

### Working Bodies: Interactive Service Employment and Workplace Identities
Au Royaume-Uni, dans les couples de la classe moyenne, le double revenu permet de faire appel au secteur des services (soins aux enfants, entretien de la maison...). Il accentue leur banalisation alors qu'ils étaient autrefois réservés aux classes supérieures. Ce travail, auparavant réalisé en majorité par les femmes n'était pas rémunéré. Linda McDowell montre que, moins qu'un phénomène nouveau, ce travail de service devient un travail payé. Il est précaire et faiblement rétribué car considéré soit comme sans valeur soit comme réalisé par « amour, vocation ou passion », dans la continuité de la situation précédente. Ses recherches font une distinction entre le travail dans les secteurs de la haute technologie, réalisé par la classe moyenne éduquée et mobile, et sa conséquence, l'augmentation des emplois de contact précaire et demandant peu de qualifications. Elle montre qu'en raison de la baisse des emplois dans le secteur manufacturier, les jeunes hommes de la classe ouvrière se lancent dans le secteur des services, secteur peu associé à la masculinité, avec les tensions qui en découlent. Elle montre que les employeurs et les clients attendent une certaine apparence et un comportement particuliers des personnes qui travaillent dans les services : jeune, blanc, mince, sociable, éléments attribués à la féminité. Les personnes travaillant dans les services doivent donc composer avec ces préjugés dans certains emplois, notamment pour les personnes migrantes. 
Les travaux de Linda McDowell permettent un développement de méthodologies et de pratiques pédagogiques féministes ; elle fait désormais autorité dans ce domaine. Dans ses recherches , et notamment dans A Feminist Glossary of Human Geography, elle montre que la science, les théories construites et leur définition, ainsi que les pratiques qui en découlent sont centrées sur les hommes. Elle cite par exemple les concepts de corps, de lieu ou de violence.
Linda McDowell écrit le premier article sur le féminisme dans la revue Society and Space. Elle est un temps rédactrice en chef d'Area, d'Antipode, de l'International Journal of Urban and Regional Research et participe au comité de rédactions de nombreuses revues.

## Hommages et récompenses
Les travaux de Linda McDowell sont récompensés de nombreux prix. La Royal Geographical Society lui décerne le Back Award en 2001 et la médaille Victoria en 2008. La même année, elle est élue membre de la British Academy. Elle est également membre de l'Académie des sciences sociales du Royaume-Uni.
Pour ses services rendus à la géographie et à l'enseignement supérieur, elle est nommée commandeur de l'ordre de l'Empire britannique lors des promotions du nouvel an 2016,.

## Principales publications
- Linda McDowell, Migrant women's voices : talking about life and work in the UK since 1945, 2016 (ISBN 978-1-4742-2451-2, 1-4742-2451-2 et 978-1-4742-2450-5, OCLC 935323954, lire en ligne)
- Linda McDowell, Hard labour : the forgotten voices of Latvian migrant 'volunteer' workers, 2013 (ISBN 978-1-315-06661-5, 1-315-06661-0 et 978-1-134-05714-6, OCLC 889303206, lire en ligne)
- Linda McDowell, Working lives : gender, migration and employment in Britain, 1945-2007, 2013 (ISBN 978-1-118-34924-3, 1-118-34924-5 et 978-1-118-34923-6, OCLC 824120028, lire en ligne)
- Linda McDowell, Gender, Identity and Place : Understanding Feminist Geographies., Wiley, 2013 (ISBN 978-0-7456-6779-9 et 0-7456-6779-1, OCLC 866858481, lire en ligne)
- Linda McDowell, Capital Culture Gender at Work in the City, 2011 (ISBN 978-1-4443-9964-6 et 1-4443-9964-0, OCLC 894705411, lire en ligne)
- Linda McDowell, Working Bodies : Interactive Service Employment and Workplace Identities., John Wiley & Sons, Incorporated, 2009 (ISBN 978-1-4443-9963-9 et 1-4443-9963-2, OCLC 1020029928, lire en ligne)
- Linda McDowell, Redundant masculinities? : employment change and white working class youth, Blackwell Pub, 2003 (ISBN 1-4051-0585-2, 978-1-4051-0585-9 et 1-4051-0586-0, OCLC 50982300, lire en ligne)
- Linda McDowell et Joanne P. Sharp, A feminist glossary of human geography, Arnold, 1999 (ISBN 0-340-70659-7, 978-0-340-70659-6 et 0-340-74143-0, OCLC 40644037, lire en ligne)
- Linda McDowell, Undoing place? : a geographical reader, Arnold, 1997 (ISBN 0-340-67746-5, 978-0-340-67746-9 et 0-470-23640-X, OCLC 38292532, lire en ligne)
- Linda McDowell et Joanne P. Sharp, Space, gender, knowledge : Feminist readings, Arnold, 1997 (ISBN 0-340-70019-X, 978-0-340-70019-8 et 0-340-67792-9, OCLC 37648881, lire en ligne)
- Linda McDowell et Rosemary Pringle, Defining women : Social institutions and gender divisions, Polity Press, 1992 (ISBN 0-7456-0979-1, 978-0-7456-0979-9 et 0-7456-0980-5, OCLC 24847889, lire en ligne)